# Rijksdienst voor het Cultureel Erfgoed
De Rijksdienst voor het Cultureel Erfgoed (RCE) is de beleids-, uitvoerings- en onderzoeksorganisatie van het Nederlandse ministerie van Onderwijs, Cultuur en Wetenschap op het terrein van cultureel erfgoed: archeologie, monumenten, roerend erfgoed  en cultuurlandschap.

## Voorgeschiedenis
De bescherming van monumenten door de Nederlandse rijksoverheid begon in 1875, toen op het Ministerie van Binnenlandse Zaken de afdeling Kunsten en Wetenschappen werd opgericht. Deze stond de laatste jaren (1875-1901) onder leiding van Victor de Stuers. Doel van de afdeling was het verstrekken van subsidies voor het restaureren van monumenten.
In 1903 werd een rijkscommissie ingesteld om een inventaris en beschrijving te maken van de monumenten in Nederland. In 1918 werd deze commissie het Rijksbureau voor de Monumentenzorg; dit bestond van 1918-1947. In 1946 werd de naam veranderd in Rijksdienst voor de Monumentenzorg (RDMZ). Eerste directeur was Jan Kalf, later volgden onder anderen Eugène Octave Marie van Nispen tot Sevenaer, Jan Jessurun, Leo Lodewijk Marie van Nispen tot Sevenaer en Fons Asselbergs.
De archeologische afdeling werd in 1946 afgesplitst en ging verder als Rijksdienst voor het Oudheidkundig Bodemonderzoek (ROB). In 1995 werd hierin het Nederlands Instituut voor Scheeps- en onderwaterarcheologie opgenomen.
In 2006 werd besloten alle diensten weer samen te voegen tot de Rijksdienst voor Archeologie, Cultuurlandschap en Monumenten (RACM), een naam die tot 11 mei 2009 werd gebruikt. De projectdirecteur voor de fusie (tussen 2003 en 2006) was Linda Boot.
| Voorgeschiedenis                                                      |
| --------------------------------------------------------------------- |
| Kunsten en Wetenschappen ↓                                            |
| Rijksbureau voor de Monumentenzorg ↓                                  |
| Rijksdienst voor de Monumentenzorg (RDMZ) ↓                           |
| Rijksdienst voor het Oudheidkundig Bodemonderzoek (ROB) ↓             |
| Rijksdienst voor Archeologie, Cultuurlandschap en Monumenten (RACM) ↓ |
| Rijksdienst voor het Cultureel Erfgoed                                |

## Organisatie en naam
De aanvankelijke benaming van de fusiedienst, de Rijksdienst voor Archeologie, Cultuurlandschap en Monumenten, zorgde vanwege de lengte van de naam regelmatig voor onpraktische situaties. Men werd geacht de nieuwe naam niet af te korten, zoals in het verleden wel officieel beleid was bij de ROB en RDMZ. De naam werd daarom in 2009 veranderd in Rijksdienst voor het Cultureel Erfgoed. Vanaf 2011 werden de kerntaken van het Instituut Collectie Nederland (ICN), collectiebeheer en kennisontwikkeling en -spreiding ook hierbij ondergebracht.

## Doelstelling
De Rijksdienst heeft als doel monumentale, archeologische, roerende en cultuurlandschappelijke waarden van nationaal of internationaal belang te beschermen en te behouden. De dienst voert namens de minister de Nederlandse Monumentenwet 1988 uit en beheert het Monumentenregister en het Archeologisch Informatiesysteem (ARCHIS).
De Rijksdienst voor het Cultureel Erfgoed bestaat uit de volgende sectoren: Kennis, Advies, Kennis Uitwisseling, Uitvoering Wettelijke Taken en Kunstcollecties. Daarnaast zijn er de afdelingen Beleid en Bedrijfsvoering.

## Vestigingen
De dienst had tot mei 2009 drie vestigingen: Zeist, Amersfoort en Lelystad. In mei 2009 verhuisden de vestigingen in Zeist en Amersfoort (voorheen gevestigd in De stad van Cahen, in de Muurhuizen) naar een nieuw onderkomen aan het Smallepad in Amersfoort, en trad ook de naamswijziging in werking. Vanaf 2011 heeft de RCE vier vestigingen: Amersfoort, Lelystad, Amsterdam (Ateliergebouw) en Rijswijk (depot).

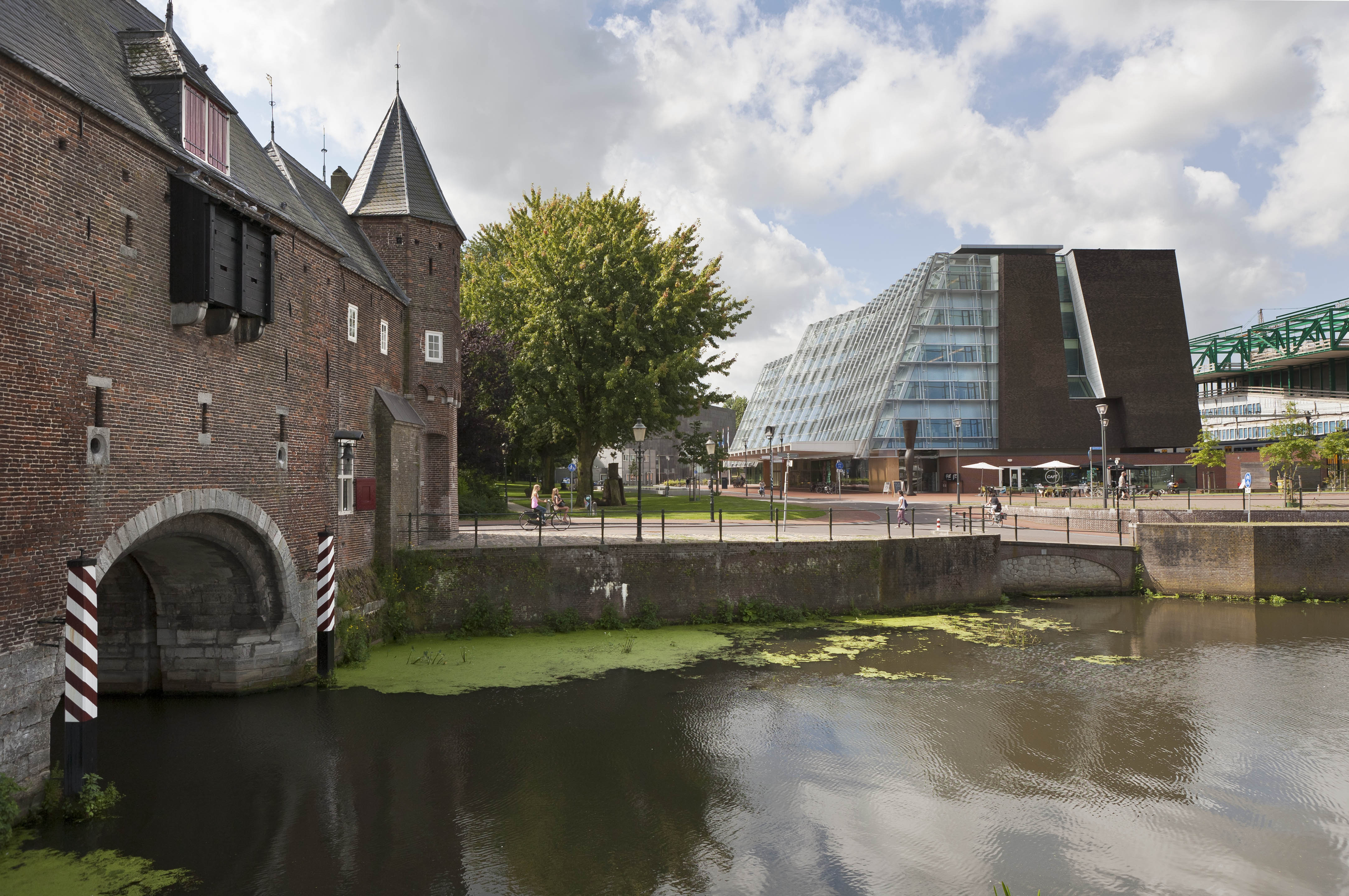
RCE in Amersfoort (rechts);
(links de Koppelpoort)

### Amersfoort
De nieuwe Amersfoortse vestiging is volgens de architecten en de rijksdienst een spraakmakend gebouw, dat in opdracht van de Rijksgebouwendienst is ontworpen door de Spaanse architect Juan Navarro Baldeweg. Het gebouw, dat aan één zijde aan de spoorlijn grenst, heeft draagveren, die trillingen moeten opvangen. Aan de stadszijde heeft het gebouw een schuine gevel met een dubbele laag glas, die een warmteregulerende functie heeft. In het gebouw, dat op 24 juni 2009 officieel is geopend door Koningin Beatrix, bevinden zich onder meer de bibliotheek, het monumentenarchief en collecties foto's en tekeningen. In het gebouw was tot voorjaar 2014 ook de Kunsthal KAdE gevestigd.

### Lelystad
Bij de vestiging Lelystad houdt men zich bezig met beheer en behoud van het archeologisch maritiem erfgoed van Nederland. Het aan de IJsselmeerkust gelegen gebouw is 140 meter lang en 12 meter hoog en heeft de vorm van een omgekeerde scheepsromp. Deze vorm is symbolisch voor de inhoud, maar heeft ook een praktische en economische oorsprong. Het gaat om zo veel mogelijk binnenruimte met zo weinig mogelijk buitenhuid, hetgeen garant staat voor een laag energieverbruik. Het is een ontwerp van de Rotterdamse architect Kees Christiaanse. In 2016 is deze vestiging van de RCE opgeheven. De nationale scheepsarcheologische collectie is overgedragen aan de Stichting Batavialand. Het gebouw zal op termijn worden gesloopt.

## Bibliotheek

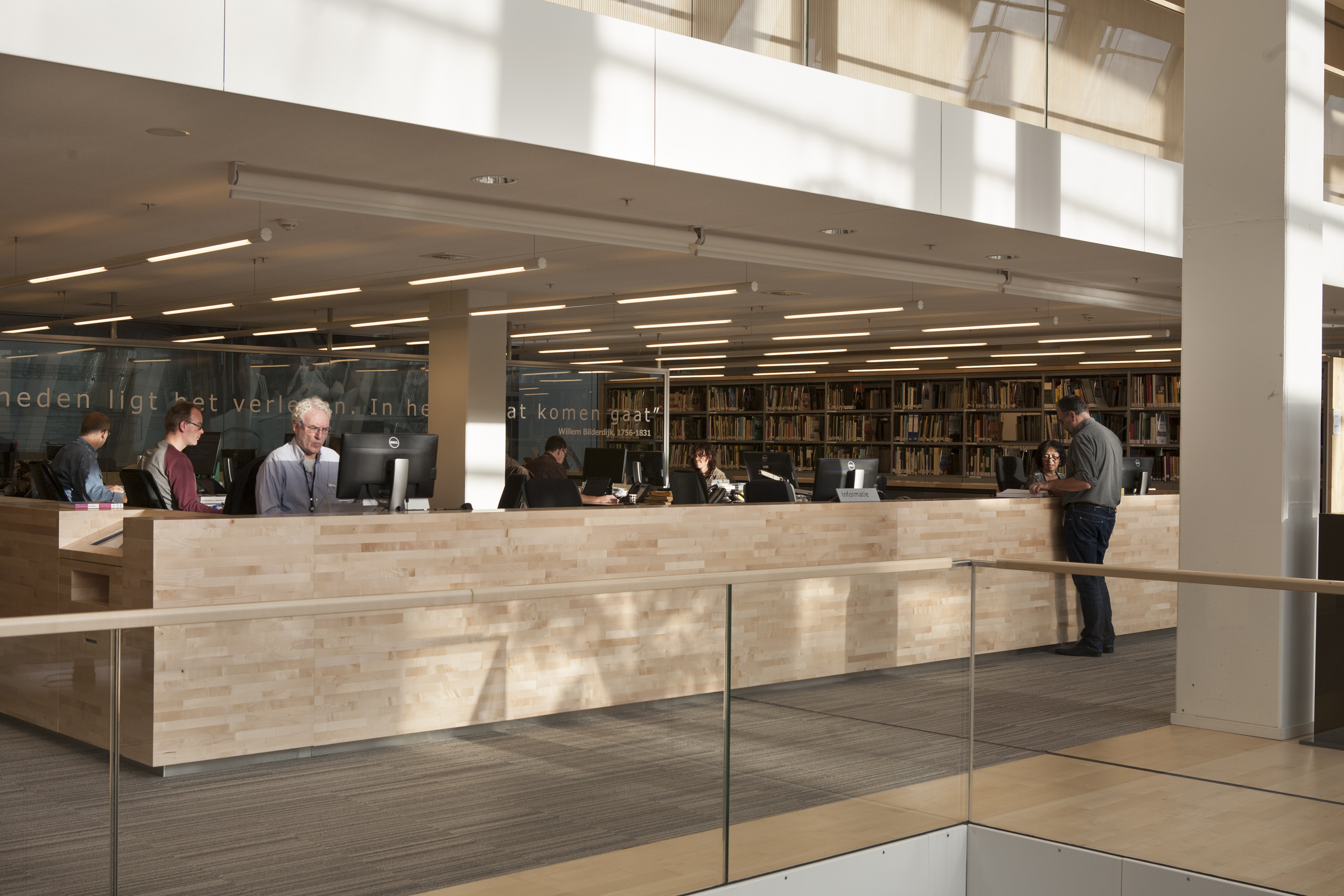
Overzicht van de balie bij de Rijksdienst voor het Cultureel Erfgoed in Amersfoort

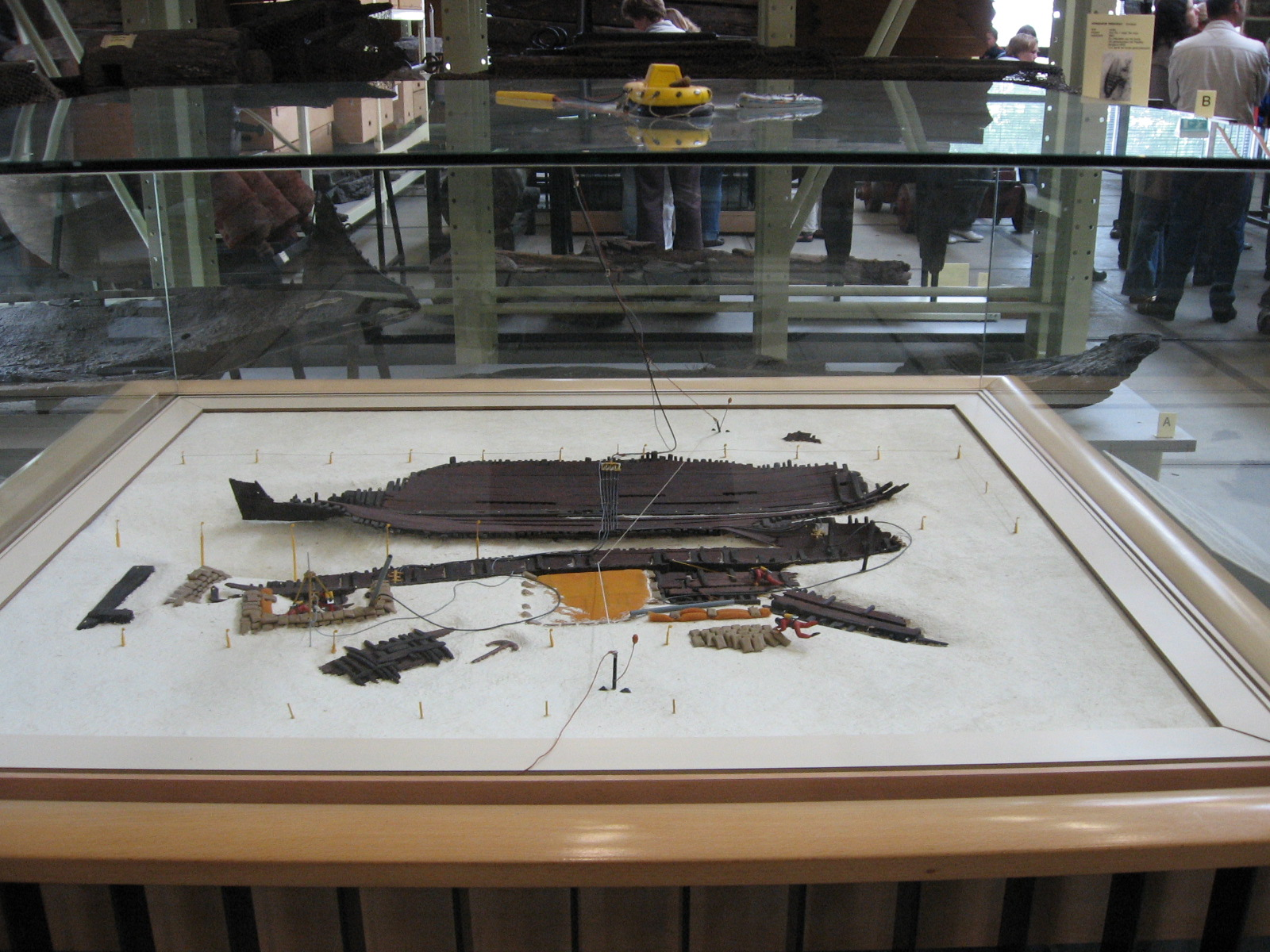
Diorama in RCE Lelystad: duikers brengen een scheepswrak in kaart.

De verschillende organisaties die nu de Rijksdienst voor het Cultureel Erfgoed vormen, verzamelden vanaf 1875 boeken, tijdschriften en bronnen over (bouw-) kunst, bouwhistorie, heemkunde, monumentenzorg, landschap, archeologie, geologie en conservering- en restauratietechnieken. Al deze collecties zijn in 2009 samengevoegd in de bibliotheek in Amersfoort. Vanaf 2011 zijn daar nog in Amsterdam en Rijswijk de bibliotheekcollecties van het voormalige Instituut Collectie Nederland aan toegevoegd.
De bibliotheek is openbaar toegankelijk. Het materiaal van de bibliotheek kan ter plekke geraadpleegd worden, maar wordt niet uitgeleend aan derden.

### Collecties
Naast een ruime boeken- en tijdschriftencollectie op de genoemde aandachtsgebieden van de RCE, beheert de bibliotheek ook een aantal bijzondere collecties. Zo is in 2006 de complete collectie tekeningen, manuscripten, foto's en inventarisaties van de Stichting Historisch Boerderij-Onderzoek (SHBO) ondergebracht bij de RCE. Ook de archieven van de decoratieschilder en restaurator Jacob Por zijn opgenomen in de collectie.
In Rijswijk bevindt zich de bibliotheekcollectie die gerelateerd is aan de kunstcollectie die de RCE namens de Nederlandse staat beheert. Hier is vooral materiaal te vinden over schilder- en beeldhouwkunst, kunstenaarsmonografieën en tentoonstellingscatalogi. In Amsterdam is een referentiecollectie aanwezig rondom de conservering en restauratie van kunstvoorwerpen. In de vestiging Lelystad is de collectie vooral gericht op de maritieme archeologie.

## Provincie
In de provincies bestaan verschillende organisaties  voor erfgoed, elk met een eigen taak. Het zijn de  provinciale steunpunten cultureel erfgoed, de provinciale erfgoedinstellingen en de Monumentenwachten. Elke van deze drie organisaties is in een landelijke koepel ondergebracht.